# Sergeac
Sergeac (okzitanisch Sarjac) ist ein Ort und eine aus mehreren Weilern (hameaux) und Einzelgehöften bestehende Gemeinde mit 215 Einwohnern (Stand: 1. Januar 2022) im Osten des südfranzösischen Départements Dordogne in der Region Nouvelle-Aquitaine.

## Lage
Sergeac liegt im waldreichen Tal der Vézère gut 48 km (Fahrtstrecke) südöstlich der Stadt Périgueux bzw. knapp 19 km nordwestlich von Sarlat-la-Canéda in einer Höhe von ca. 88 m ü. d. M. Die Höhle von Lascaux liegt knapp 10 km nördlich. Das Klima ist gemäßigt und wird gleichermaßen vom Atlantik wie von den Bergen des Zentralmassivs beeinflusst.

## Bevölkerungsentwicklung
| Jahr      | 1800 | 1851 | 1901 | 1954 | 1999 | 2014 |
| Einwohner | 363  | 481  | 305  | 180  | 172  | 217  |

Der kontinuierliche Bevölkerungsrückgang in der ersten Hälfte des 20. Jahrhunderts ist im Wesentlichen auf die Reblauskrise im Weinbau und die zunehmende Mechanisierung der Landwirtschaft sowie den jeweils damit einhergehenden Verlust an Arbeitsplätzen zurückzuführen. Der erneute Bevölkerungsanstieg gegen Ende der Jahrtausendwende hängt mit der Nähe zum touristisch immer beliebter werdenden und von der UNESCO als Weltkulturerbe anerkannten Tal der Vézère zusammen.

## Wirtschaft

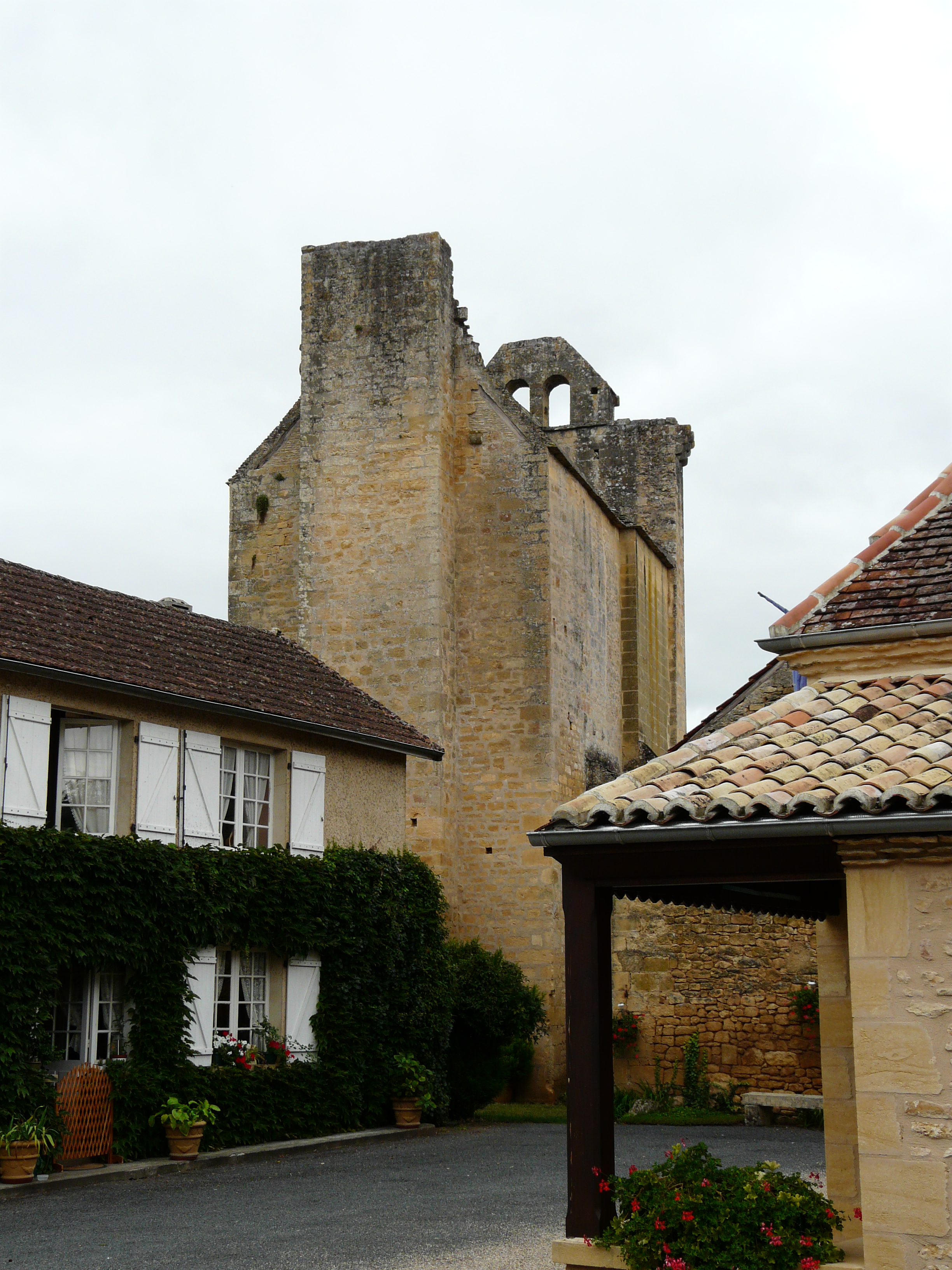
Ortsbild mit Kirche

Die Bewohner der Gemeinde lebten jahrhundertelang als Selbstversorger von den Erträgen ihrer Felder und Gärten; daneben wurden auch Viehzucht, ein wenig Weinbau und die Anpflanzung von Esskastanien betrieben. Im Ort selbst siedelten auch Handwerker, Kleinhändler und Dienstleister. Seit den 1960er Jahren werden einige leerstehende Häuser als Ferienwohnungen (gîtes) genutzt.

## Geschichte
Das Tal der Vézère ist durch seine prähistorischen Abris (Abri-des-Merveilles) und Höhlen weltbekannt.

## Sehenswürdigkeiten
- Die einschiffige Pfarrkirche Saint-Pantaléon entstand um 1160/80, doch wurde sie in Teilen im 15. und 17. Jahrhundert erneuert und umgebaut; dabei erhielt sie ihr äußerst wehrhaft wirkendes Erscheinungsbild – insbesondere fällt die in der Zeit des Hundertjährigen Krieges (1337–1453) erfolgte nahezu fensterlose Aufstockung der Apsis zwecks Schaffung eines Schutzraumes ins Auge. Das mehrfach zurückgestufte Portal zeigt eine für eine einfache Dorfkirche ungewöhnlich reiche Gestaltung mit eingestellten Säulen und einem umlaufenden Seilstab; figürlicher Schmuck ist kaum vorhanden. Das im 17. Jahrhundert weitgehend erneuerte Kirchenschiff ist mit einer Balkendecke versehen; die flach schließende Apsis zeigt ein Tonnengewölbe. Der mit Steinschindeln (lauzes) gedeckte Kirchenbau ist bereits seit dem Jahr 1929 als Monument historique anerkannt.[3]

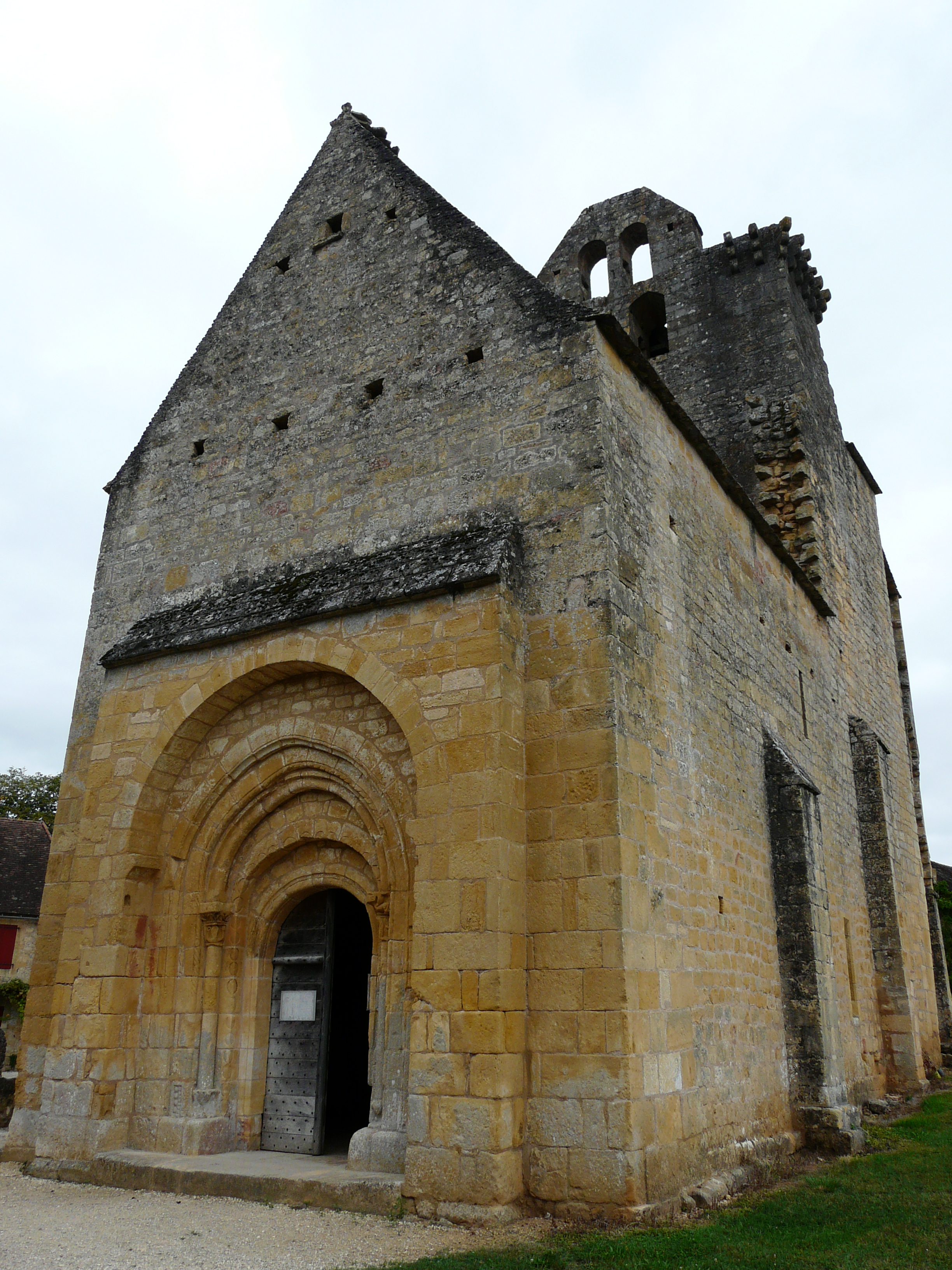
Kirche Saint-Pantaléon
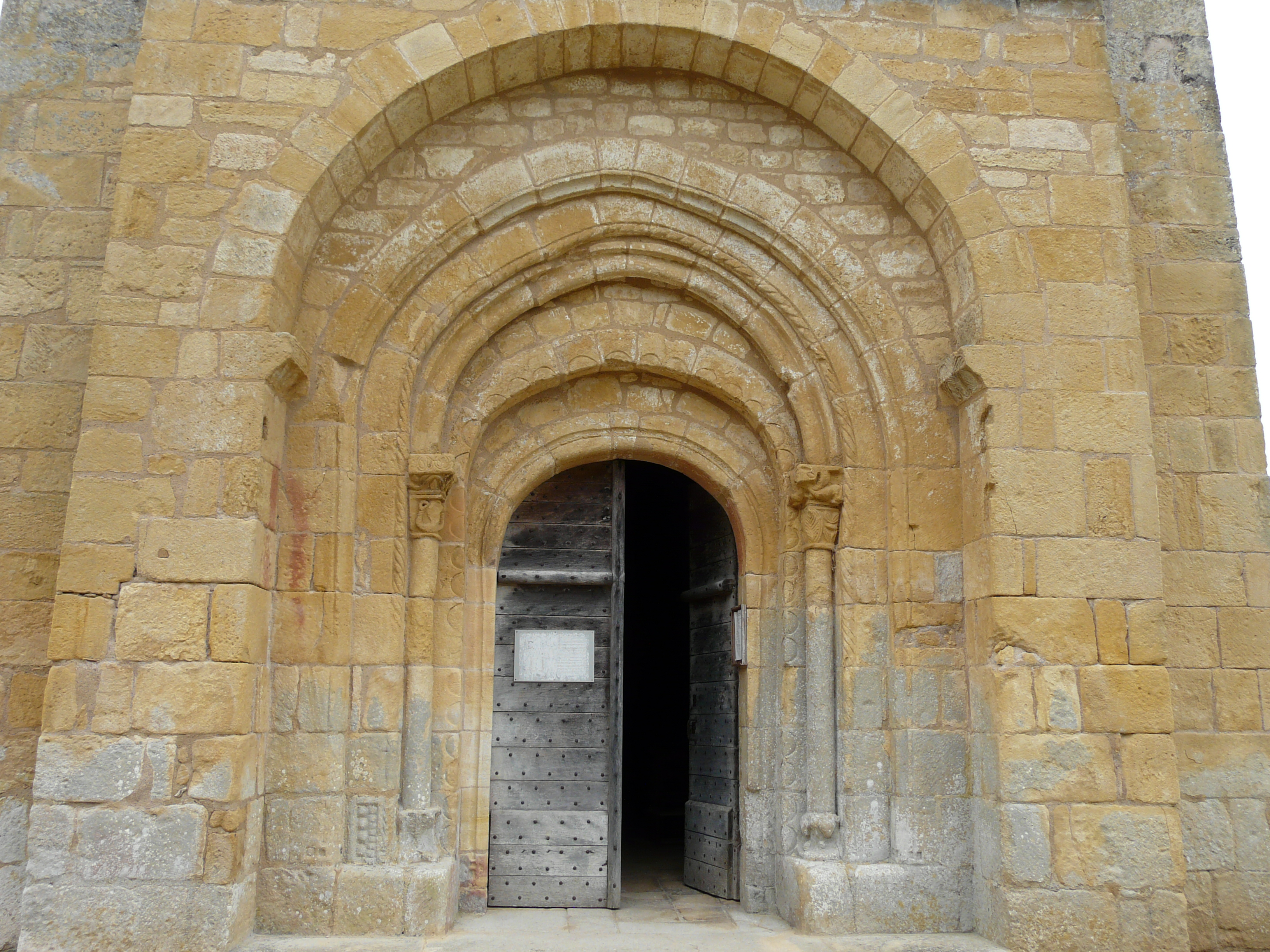
Portal
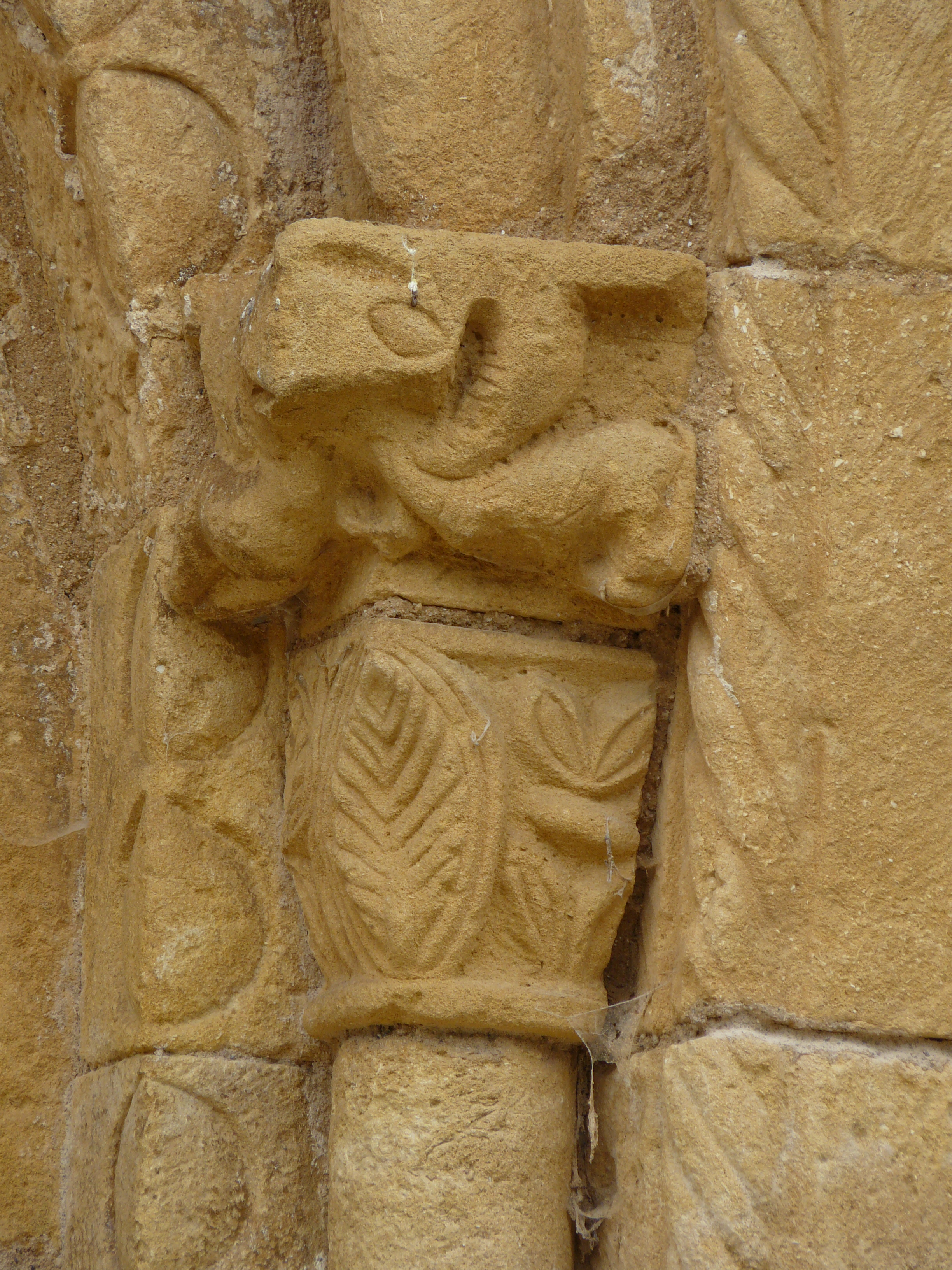
Kapitell am Portal
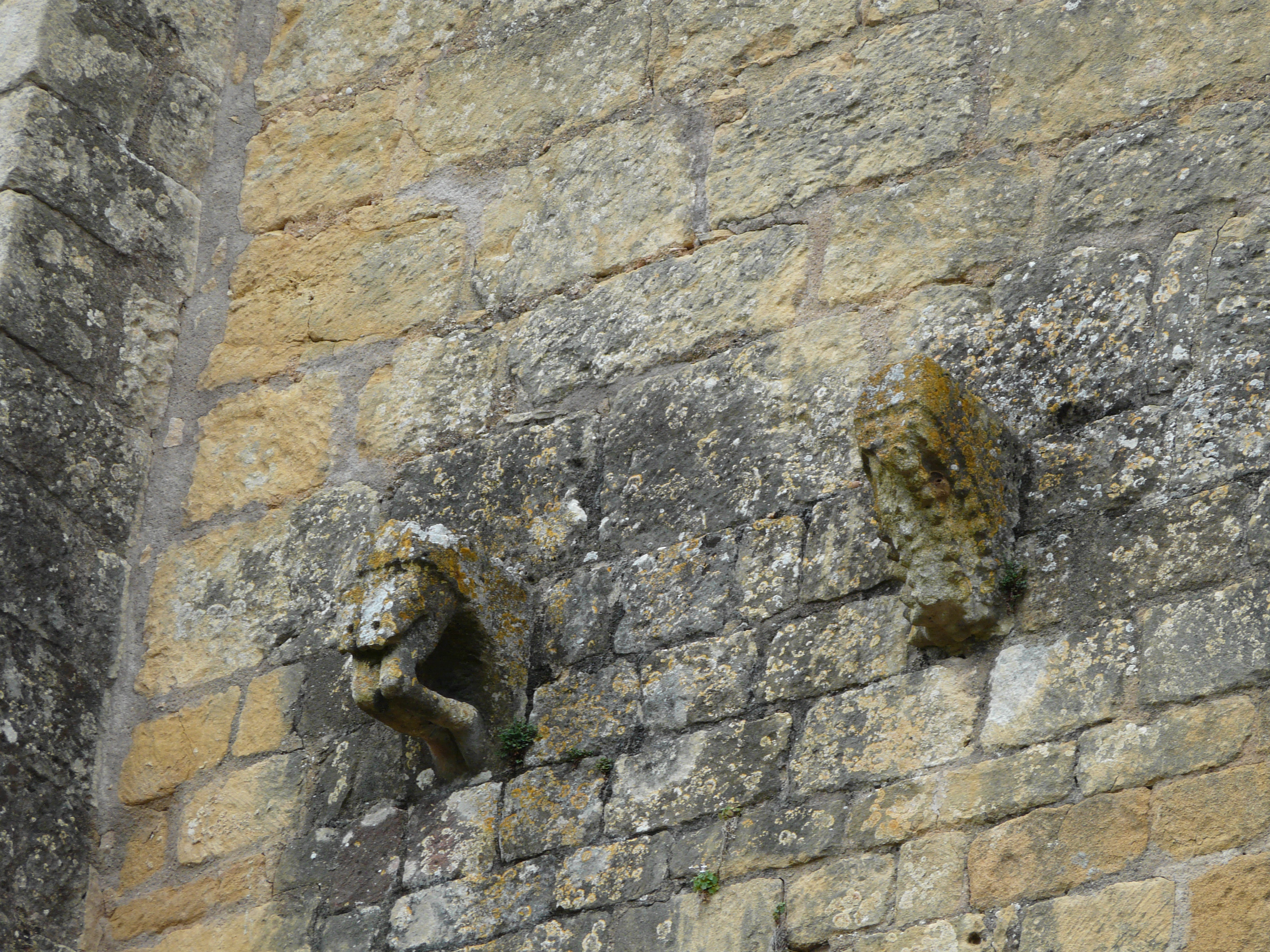
Konsolfiguren
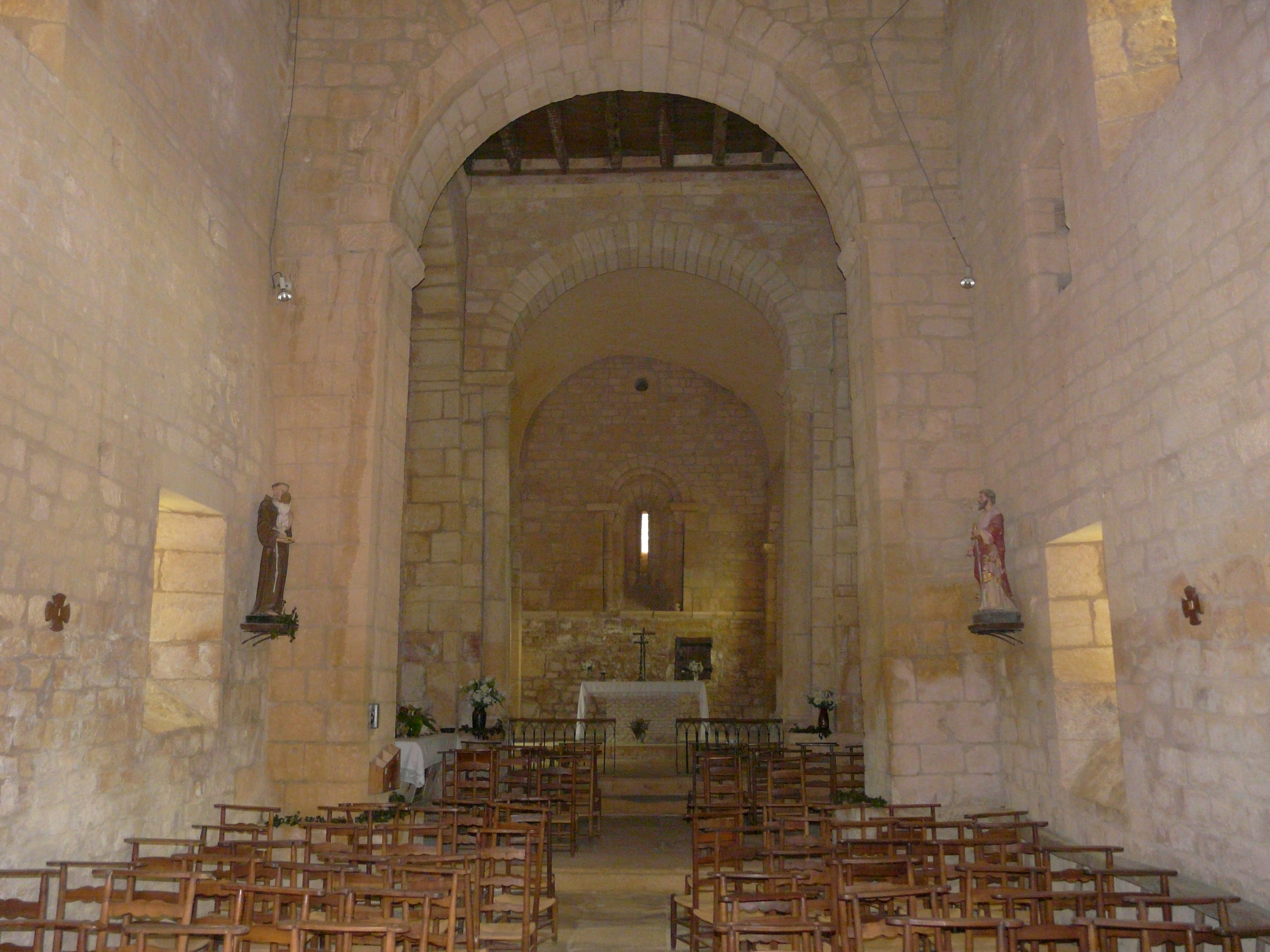
Kirchenschiff, Vierung und Apsis

- Ein möglicherweise vom Templerorden errichtetes und später vom Malteserorden genutztes herrschaftliches Gebäude (Château de Cramirat) ist seit dem Jahr 1964 als Monument historique anerkannt.[4]

Umgebung
- Etwa einen Kilometer südwestlich des Ortes befindet sich das sogenannte Castel-Merle, eine Gruppe von Abris die in prähistorischer Zeit von Menschen aufgesucht wurden. Mehrere davon (Abri Blanchard, Abri Castanet, Abri Labattut und Abri Reverdit) sind seit Jahrzehnten als Monument historique anerkannt.[5][6][7][8]
- Ein ungewöhnlich geformtes steinernes Weg- oder Hosianna-Kreuz aus dem 16. Jahrhundert ist seit dem Jahr 1921 als Monument historique eingestuft.[9]

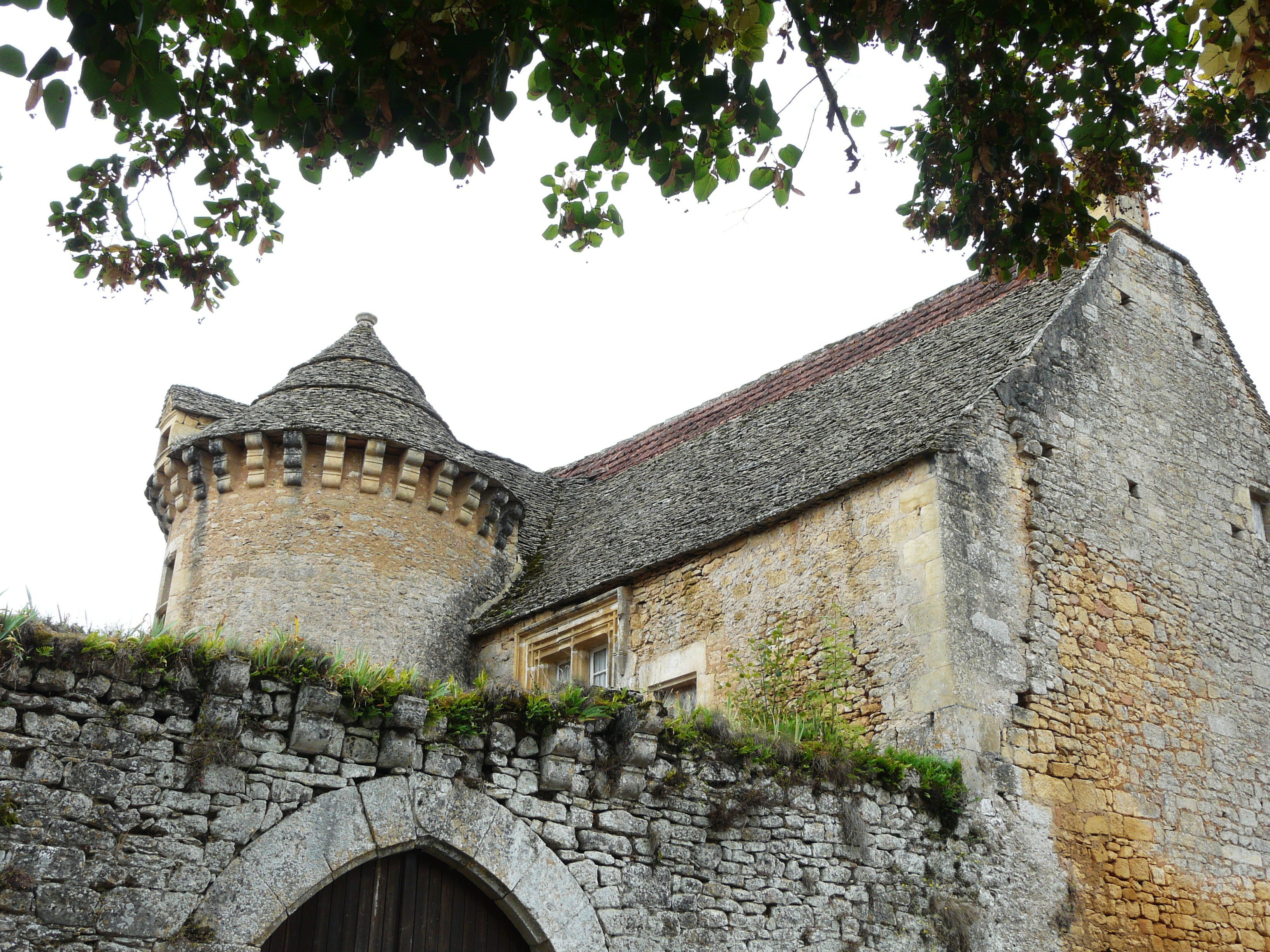
Château de Cramirat
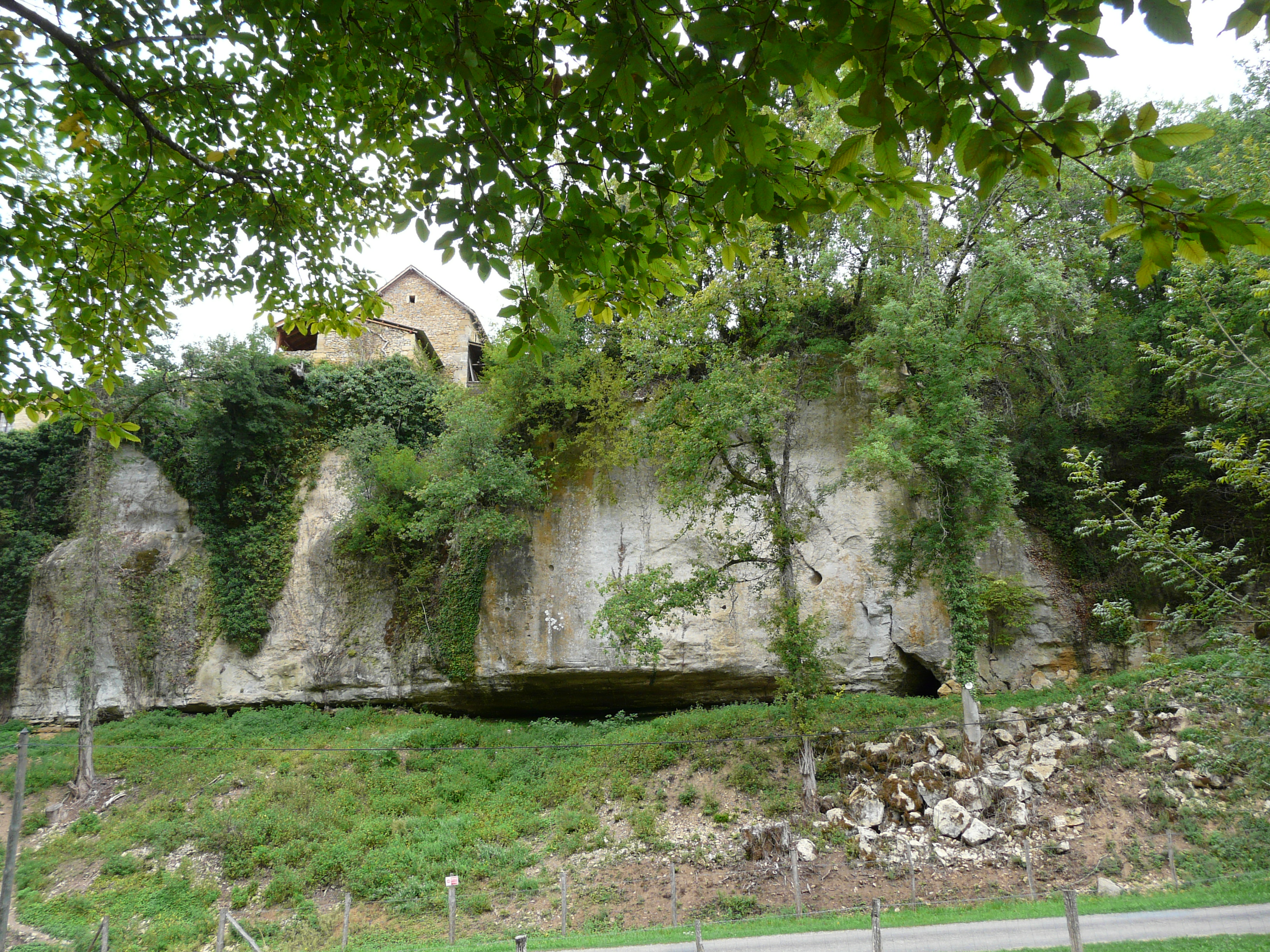
Abri Castanet
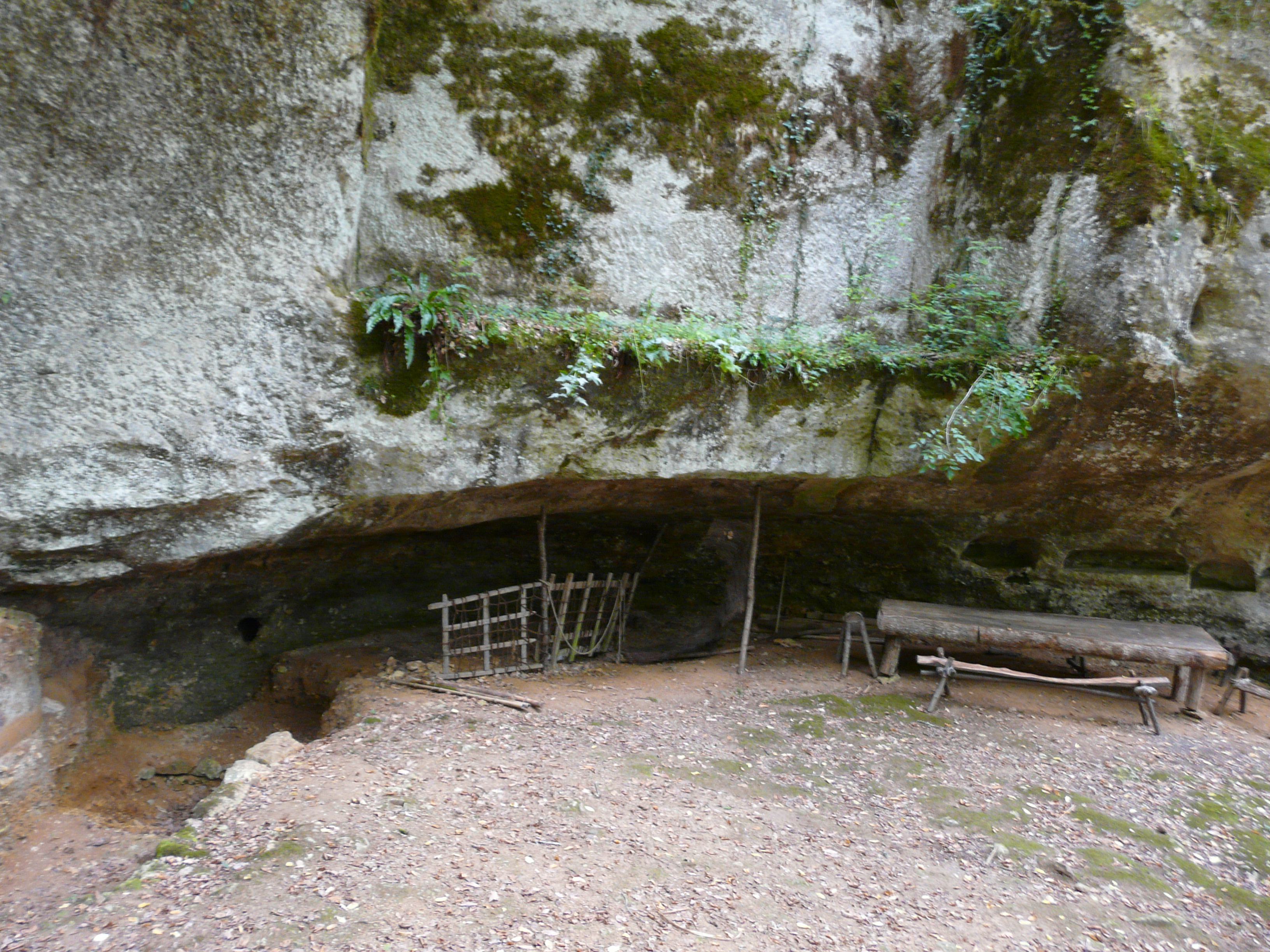
Abri de la Souquette
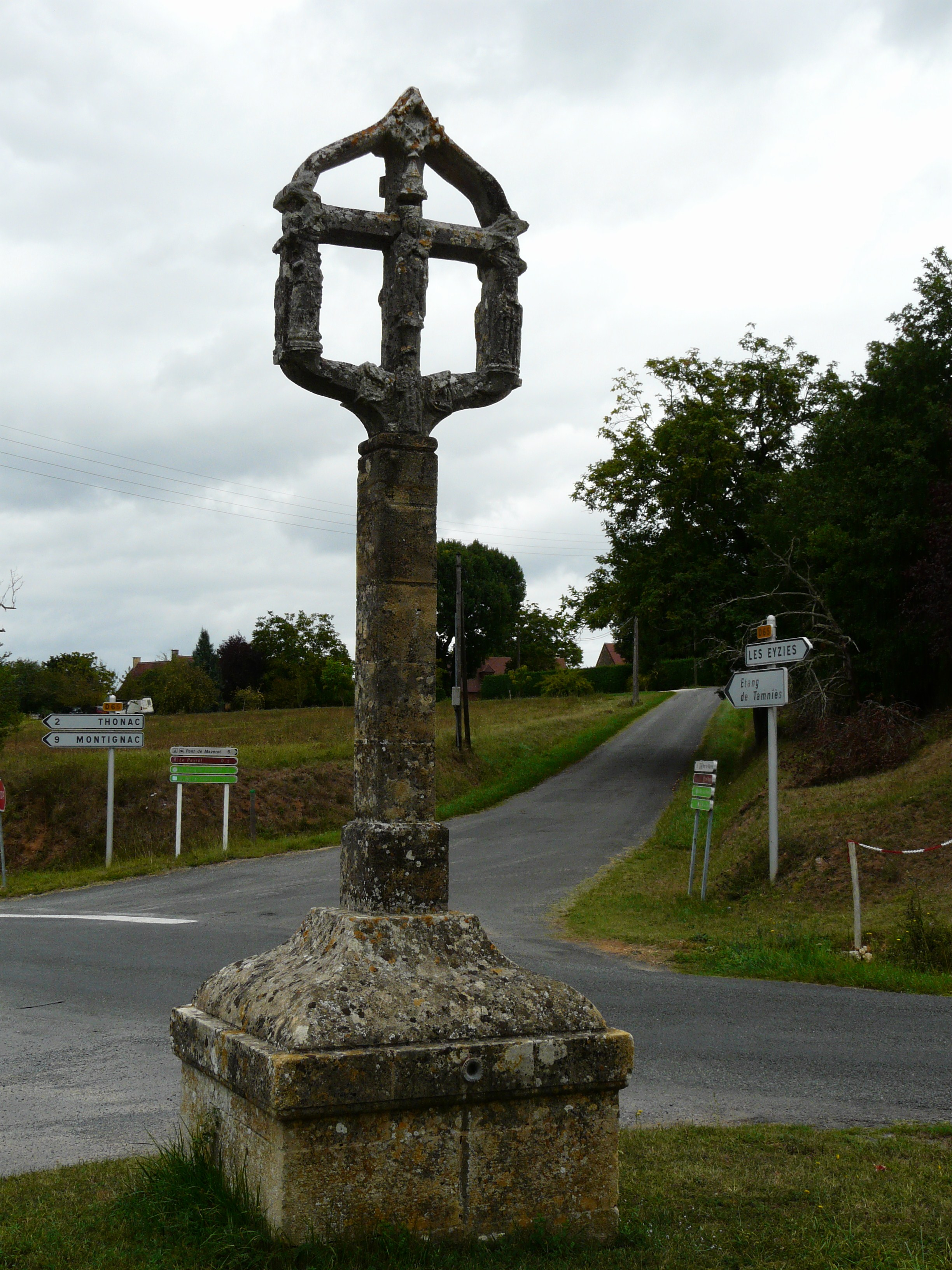
Wegkreuz
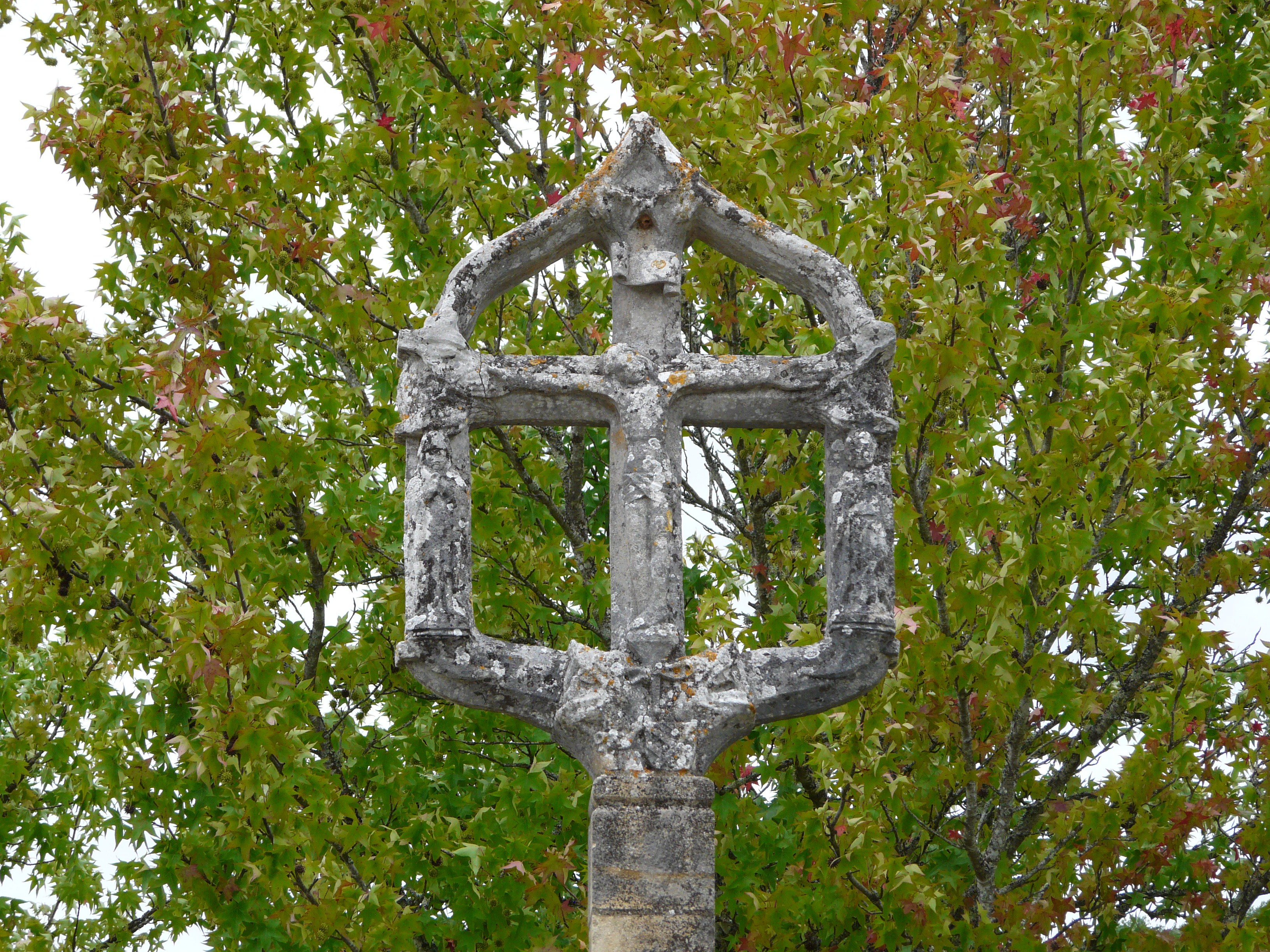
Wegkreuz (Detail)